# ملفين تايلور
ملفين تايلور (بالإنجليزية: Melvin Taylor)‏ هو موسيقي أمريكي، ولد في 13 مارس 1959 في جاكسون في الولايات المتحدة.